# IC 4245
IC 4245 је спирална галаксија у сазвјежђу Хидра која се налази на листи објеката дубоког неба у Индекс каталогу.
Деклинација објекта је - 26° 40' 39" а ректасцензија 13h 25m 59,0s. Привидна величина (магнитуда) објекта IC 4245 износи 14,6 а фотографска магнитуда 15,5. IC 4245 је још познат и под ознакама ESO 509-2, MCG -4-32-12, AM 1323-262, DRCG 28-151, PGC 46998.